# Trikala
Trikala (greacă Τρίκαλα) este un oraș în Grecia în prefectura Trikala.Era unul dintre cele mai importante orașe din Principatul Pindului (un stat al aromânilor).

## Personalități născute aici
- Yannis Ziagas (1940 - 2025), politician, europarlamentar;
- Sotirios Kyrgiakos (n. 1979), fotbalist;
- Kostas Fortounis (n. 1992), fotbalist.